# Христо Телкийски
Христо Видолов Телкийски е български футболист, полузащитник, старши треньор на „Локомотив“ (Пловдив), набор 2000.
Юноша е на „Локомотив“ (Пловдив), където започва професионалната му кариера. През 2002 година заминава за Гърция, където прекарва последните 9 години и половина, главно във 2-ра гръцка лига.
Преминава като свободен агент на 4 януари 2012 г. в „Ботев“ (Пловдив), след като отказва предложение на „Ботев“ (Враца).
Треньор е на Локомотив Пловдив 2 в Трета лига - Югоизточна група